# Kampania Przeciw Homofobii

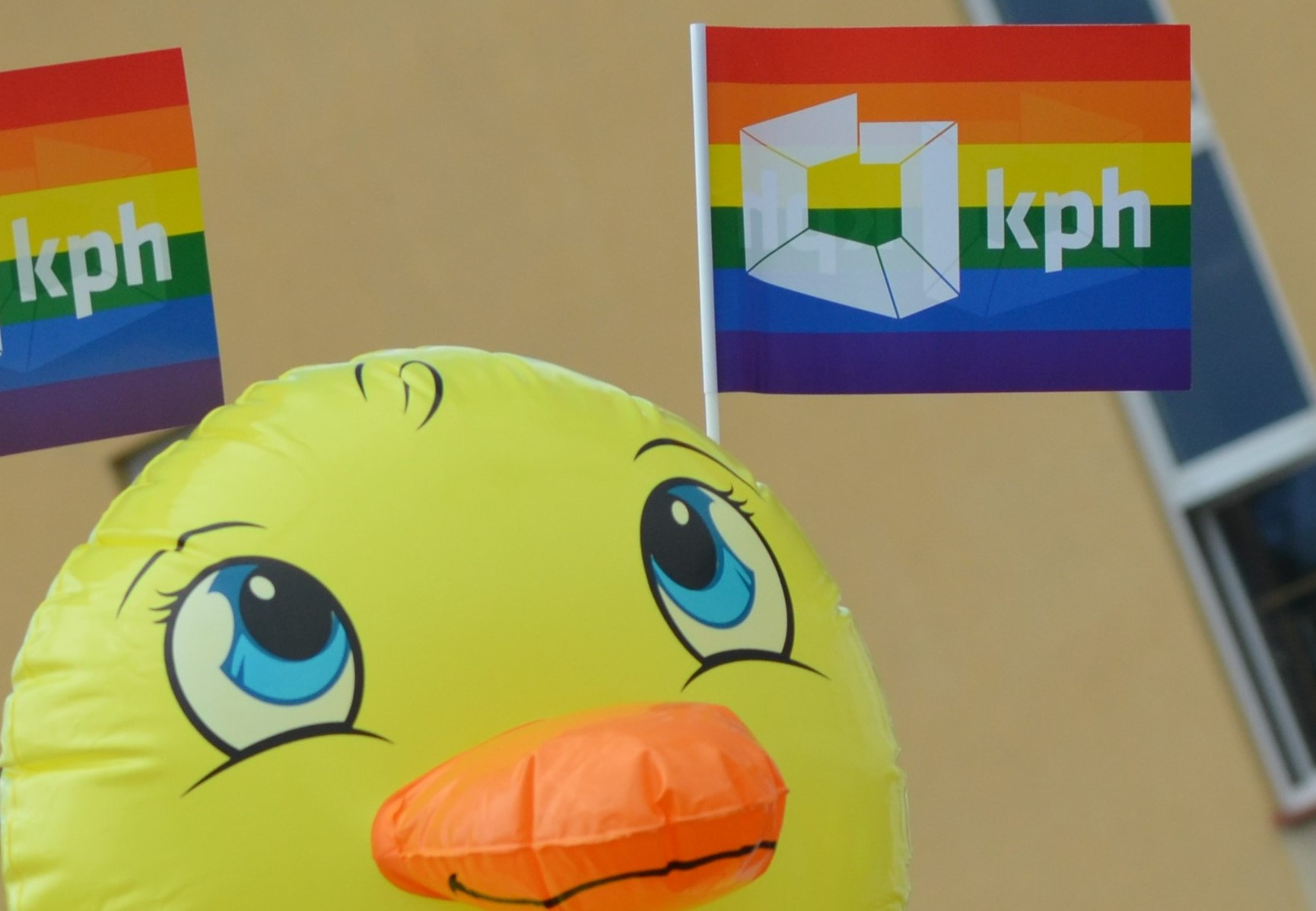
Tęczowe chorągiewki z logo stowarzyszenia rozdawane podczas „marszów równości” (2018)

Kampania Przeciw Homofobii – ogólnopolska organizacja pozarządowa działająca od 11 września 2001. Swoje działania opisuje jako „przeciwdziałanie dyskryminacji ze względu na orientację seksualną i tożsamość płciową w polskim społeczeństwie, organizowanie akcji mających na celu przeciwdziałanie homofobii, transfobii oraz walkę o prawa osób LGBT”.
Posiada status organizacji pożytku publicznego (OPP).
Stowarzyszenie oferuje pomoc psychologiczną oraz prawną dla ofiar przemocy i dyskryminacji na tle orientacji seksualnej i tożsamości płciowej.
Prowadzi także „Queer Studies” – „studia z zakresu „tożsamości nieheteroseksualnych”. W warszawskim biurze KPH znajdują się także biblioteka i archiwum o tematyce LGBT.

## Akcje
Kampania Przeciw Homofobii regularnie organizuje różnego rodzaju debaty oraz kampanie społeczne, których głównym celem jest przeciwdziałanie marginalizacji i dyskryminacji osób LGBT.
KPH w swojej historii zorganizowała lub współorganizowała m.in. następujące akcje:
- Replika – dwumiesięcznik społeczno-kulturalny wydawany przez KPH;
- Niech nas zobaczą – cykl wystaw fotografii kilkunastu par homoseksualnych;
- Dni Kultury Gejowskiej i Lesbijskiej w Krakowie – 2004, 2005 i 2006 rok;
- Jestem gejem, jestem lesbijką – akcja promująca ideę związków partnerskich;
- Kampania na rzecz krwi – akcja sprzeciwu wobec zakazu oddawania krwi przez osoby homoseksualne;
- Czerwony kapturek – kampania na rzecz bezpieczniejszego MSM[5];
- Lesba! Pedał! Słyszę to codziennie. Nienawiść boli[6];
- Nie jesteś sam, nie jesteś sama – akcja plakatowa w wybranych miastach[7];
- MultiKulti – portal o różnorodności i tolerancji[8];
- Spoko, ja też! - kampania w postaci krótkich filmików z dziewczętami i chłopcami, opowiadającymi o swoich doświadczeniach, także negatywnych reakcjach ze strony rówieśników[9]
- Ramię w ramię po równość – LGBT i przyjaciele – konferencja prasowa organizowana od 2014 roku, składająca się m.in. z panelu dyskusyjnego z udziałem celebrytów sojuszników LGBT. Do tej pory sojusznikami akcji zostali m.in. Dorota Wellman, Agnieszka Woźniak-Starak, Czesław Mozil, Paulina Młynarska[10][11], Ilona Felicjańska, Maryla Rodowicz[12][13], Krystyna Mazurówna[14], Zbigniew Wodecki[15], Aleksandra Woźniak[16], Aga Zaryan, Maja Ostaszewska, Ireneusz Bieleninik[17], Michał Kwiatkowski, Małgorzata Ostrowska[18], Mela Koteluk[19] i Bogusław Linda[20] oraz zespół Lao Che[21], Julia Kuczyńska[22], Zofia Czerwińska[23] zaś tytuł Sojusznika Roku otrzymali Dariusz Michalczewski (2015) i Czesław Mozil (2016)[24], Aga Zaryan(2017)[25], zespół Lipali(2018)[26].
- Tęczowy Piątek – akcja zainicjowana w 2016 r. w celu okazania solidarności z młodzieżą LGBTQI i wspierania jej w środowisku szkolnym.

## Struktura
Siedziba KPH znajduje się w Warszawie. Stowarzyszenie ma zasięg ogólnopolski i członków w różnych miastach Polski. Na czele organizacji stoi Zarząd składający się z pięciu członków. Kontrolę nad organizacją sprawuje trzyosobowa Komisja Rewizyjna. Organizacja zatrudnia osoby pracujące na rzecz realizacji projektów oraz pracy w biurze, które zarządzane są przez Dyrektora Biura. Organizacja posiada system stażów oraz wolontariatu długofalowego.

## Zarząd
Władze organizacji wybierane są podczas Walnego Zgromadzenia Członków KPH, które odbywa się co dwa lata.
Prezesi i prezeski:
- Robert Biedroń (2001–2009)
- Marta Abramowicz (2009–2010)
- Tomasz Szypuła (2010–2012)
- Agata Chaber (2012–2018)
- Slava Melnyk (2018–2023)

## Publikacje
- Przeciwdziałanie dyskryminacji z powodu orientacji seksualnej w świetle prawa polskiego oraz standardów europejskich, pod redakcją Krzysztofa Śmiszka, Warszawa 2006, ISBN 978-83-924950-0-0.
- Sytuacja społeczna osób biseksualnych i homoseksualnych w Polsce – raport z a lata 2005 i 2006, pod redakcją Marty Abramowicz, Warszawa 2007, Kampania Przeciw Homofobii i Stowarzyszenie Lambda Warszawa, ISBN 978-83-924950-4-8.
- Organizacja pozarządowa od A do Zet. Pierwsze kroki w III sektorze, pod redakcją Marty Abramowicz, Warszawa 2007, Kampania Przeciw Homofobii, ISBN 978-83-924950-3-1
- Rola związków zawodowych w przeciwdziałaniu dyskryminacji z powodu orientacji seksualnej w zatrudnieniu., pod redakcją Tomasza Szypuły i Krzysztofa Śmiszka, Warszawa 2008, Kampania Przeciw Homofobii, ISBN 978-83-924950-5-5.
- Pracownia monitoringu i rzecznictwa prawnoczłowieczego, pod redakcją Roberta Biedronia, Warszawa 2009, ISBN 978-83-924950-7-9.
- Kiedy słowa są bronią. Homofobiczne przestępstwa i dyskryminacja w Polsce, pod redakcją Grega Czarneckiego, Warszawa 2009, ISBN 978-83-924950-9-3
- Zasady Yogyakarty. Zasady stosowania międzynarodowego prawa praw człowieka w stosunku do orientacji seksualnej oraz tożsamości płciowej, pod redakcją Katarzyny Remin, Warszawa 2009, ISBN 978-83-924950-8-6
- Queer Studies. Podręcznik kursu, pod redakcją dra Jacka Kochanowskiego, Roberta Biedronia, Marty Abramowicz, Warszawa 2010, ISBN 978-83-930480-0-7.
- Sarna. P., Rhetoric and Public Service Advertising – A Case Study on The Campaign Against Homophobia, Gliwice 2013, https://depot.ceon.pl/handle/123456789/1790
- Queer Studies. Podręcznik kursu, pod redakcją dra Jacka Kochanowskiego, Roberta Biedronia, Marty Abramowicz, Warszawa 2010, ISBN 978-83-930480-0-7.
- Zdrowie LGBT. Przewodnik dla kadry medycznej, pod redakcją dra Roberta Kowalczyka, Marcina Rodzinki, dra hab. Marka Krzystanka, Warszawa 2016, ISBN 978-83-924950-2-4.